# Andrusch József
Andrusch József (Budapest, 1956. március 31. –) ötszörös válogatott és a Bp. Honvéd SE háromszoros magyar bajnok és egyszeres magyar labdarúgókupa győztes labdarúgója.

## Pályafutása

### Klubcsapatban
14 évesen Újpesten lett igazolt labdarúgó. Innen került Hódmezővásárhelyre, majd vissza a fővárosba (Fősped Szállítók és Volán SC) illetve két évre Dorogra. A Honvéd játékosaként 26 évesen mutatkozott be az élvonalban 1982. október 24-én a Vasas elleni győztes mérkőzésen (3:1). A Honvéddal sorozatban háromszoros bajnok egyszeres bronzérmes és egyszeres kupagyőztes és ezüstérmes. A három aranyérmes idényt szinte végig játszotta, hiszen mindössze négy mérkőzésről hiányzott. Alacsony termete ellenére kitűnő kapus volt, a 129 kispesti mérkőzéséből 52 alkalommal nem kapott gólt sem. A sikeres, Kispesten töltött évek után három évig 1987 és 1990 között a Vasasban védett és itt fejezte az aktív sportot. Végzettségét tekintve kertészmérnök volt, de a Testnevelési Főiskolát is elvégezte. Labdarúgó karrierje után az üzleti életben is sikereket ért el éttermet üzemeltetett. 2000-ben egy rövid ideig a Kispest alelnöke volt, és részt vett a klub újjászervezésében.

### A válogatottban
A magyar válogatottban 1984 és 1986 között 5 alkalommal védett. Kerettagja volt az 1986-os mexikói világbajnokságon szereplő csapatnak, de pályára nem lépett. Jelentős szerepe volt azonban a mexikói szereplés kiharcolásában. A holland labdarúgó-válogatott elleni rotterdami selejtezőn bravúros védéseinek is köszönhetően győztünk 2–1-re.

## Sikerei, díjai
- Magyar bajnokság
  - bajnok: 1983–84, 1984–85, 1985–86
  - 3.: 1982–83
  - NB II - 3.: 1981–82 (Dorogi AC)
- Magyar kupa (MNK)
  - győztes: 1985
  - döntős: 1983

## Statisztika

### Mérkőzései a válogatottban
| Magyarország | Magyarország         | Magyarország                  | Magyarország | Magyarország | Magyarország | Magyarország | Magyarország | Magyarország |
| #            | Dátum                | Helyszín                      | Hazai        | Eredmény     | Vendég       | Kiírás       | Gólok        | Esemény      |
| ------------ | -------------------- | ----------------------------- | ------------ | ------------ | ------------ | ------------ | ------------ | ------------ |
| 1.           | 1984. augusztus 25.  | Budapest, Népstadion          | Magyarország | 0 – 2        | Mexikó       | barátságos   | -            |              |
| 2.           | 1984. szeptember 26. | Budapest, Népstadion          | Magyarország | 3 – 1        | Ausztria     | vb-selejtező | -            |              |
| 3.           | 1984. október 17.    | Rotterdam, Feijenoord Stadion | Hollandia    | 1 – 2        | Magyarország | vb-selejtező | -            |              |
| 4.           | 1984. november 17.   | Limassol, Tszirion Stadion    | Ciprus       | 1 – 2        | Magyarország | vb-selejtező | -            |              |
| 5.           | 1986. február 2.     | Doha                          | Katar        | 0 – 3        | Magyarország | barátságos   | -            | 71'          |
|              | Összesen             |                               |              | 5            | mérkőzés     |              | 0            | gól          |